# 7077 Shermanschultz
7077 Shermanschultz è un asteroide della fascia principale. Scoperto nel 1982, presenta un'orbita caratterizzata da un semiasse maggiore pari a 3,1885291 UA e da un'eccentricità di 0,1810808, inclinata di 1,83517° rispetto all'eclittica.